# Истребительная эскадрилья 84
VF84 (Истребительная эскадрилья 84) — авиационная единица ВМС США. Это была третья эскадра ВМС США, которая была обозначена как VF-84. Эскадрилья получила прозвище «Веселый Роджерс» и базировалась в NAS Oceana. Знак отличия у них был от VF-61 «Веселые Роджерсы». Пять различных эскадрилий ВМС США использовали либо обозначение VF-84, либо же имя и знаки отличия Веселого Роджера: VF-17 / VF-5B / VF-61 Веселые Роджерсы, VF-84 Веселые Роджерсы (1944-5), VF −84 (1953-5), VF-84 Vagabonds.

## История
За последние 63 года, пролетев над девятью различными типами истребителей, Череп и Кости стали самыми узнаваемыми и опасными символами в мире. Череп и скрещенные кости впервые полетели в январе 1943 года на Корсарах F4U, предназначенных для VF-17, самой смертоносной эскадрильи истребителей ВМФ Второй мировой войны. К концу войны первоначальный «Веселый Роджерс» совершил 154 убийства в небе над Тихим океаном. В 1946 году VF-17 был переименован в VF-5B, а затем в 1948 году снова в VF-61, поскольку «Весёлый Роджер» перешел от F4U к F8F Bearcat. Впоследствии VF-61 перешел к первым реактивным истребителям военно-морского флота, F9F Panther, затем FJ-3 Fury и, наконец, F3H Demon, перед выводом эскадры в марте 1959 года. Третий VF-84 первоначально известный как Vagabonds, был установлен 1 июля 1955 года в NAS Oceana на самолете FJ-3 Fury. После деактивации VF-61 в 1959 году командир VF-84, ранее занимавшийся VF-61, попросил изменить имя и знак своей эскадрильи на имя Третий VF-84, первоначально известный как Vagabonds, был установлен 1 июля 1955 года в NAS Oceana на самолете FJ-3 Fury «Веселого Роджерса». Его просьбу выполнили 1 апреля 1960 года.

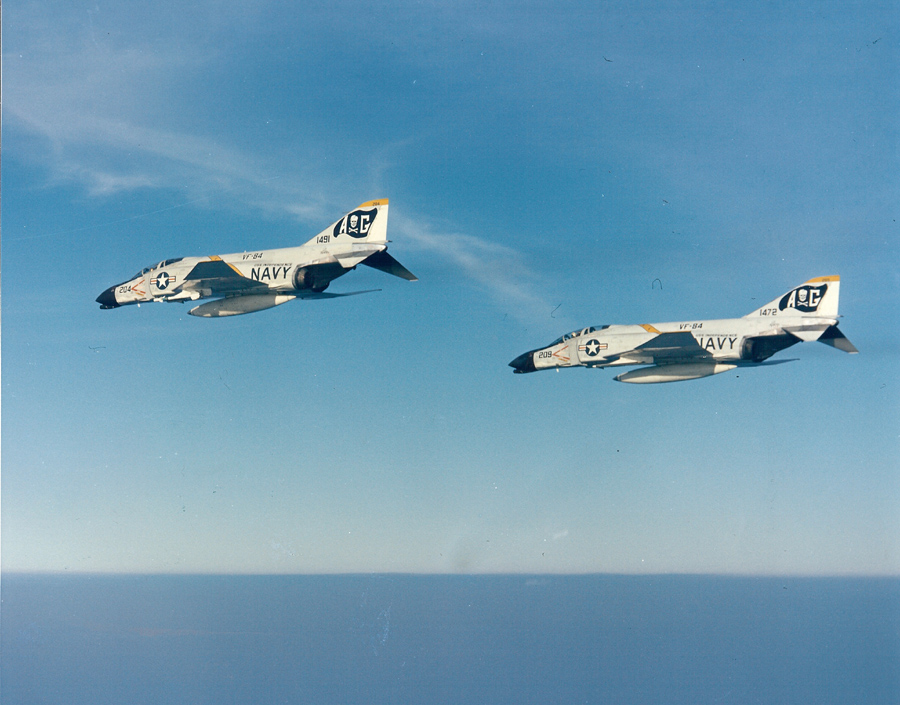
F-4B VF-84, взлетевшие с Индепенденс в 1965-67.

Эскадра VF-84, развернутая на борту «Индепенденс» во время Карибского кризиса и Операции в бухте Кочинос, совершила несколько круизов по Средиземному морю на борту «Индепенденс». Эскадра управляла F-8C в течение нескольких лет, прежде чем была представлена к F-4B в 1964 году.
С 1970 по 1975 год VF-84 была назначена на авианосное судно № 6 на борту USS Franklin D. Roosevelt (CVA-42) для четырех развертываний в Средиземном море. Развертывание Рузвельтом 21-го шестого флота было отмечено косвенным участием в войне Йом-Киппур в октябре 1973 года, поскольку она служила транзитным «полем посадки» для самолетов, доставляемых в Израиль. Боевая группа Рузвельта, Целевая группа 60.2, также готовилась к возможной эвакуации. Самолеты VF-84 (временно назначенные для VF-41 для круиза 1973-74 гг. и работающие с маркировкой VF-41) сопровождали транспортные самолеты США в пределах 150 миль от Израиля во время операции «Никель-Грасс».
В марте 1993 года VF-84 снова развернулась на Теодоре Рузвельте, и стала единственной эскадрильей F-14 в переконфигурированном воздушном крыле, которое включало в себя эскадрильи F/A-18, CH-53 и UH-1. VF-84 совершала критические разведывательные миссии TARPS во время операции «Запретить полет», предоставляя информацию о позициях боснийских сербов вокруг Сараево . Эскадрилья также вылетела в поддержку операции «Южный дозор», обеспечивающей бесполетную зону над южным Ираком. VF-84 вернулся в NAS Oceana в сентябре 1993 года. Это должно было быть последним развертыванием эскадры на Средиземном море.
Из-за сокращения военно-морского флота после холодной войны, флот упразднил несколько эскадр, и VF-84 была одной из них. Эскадра провела последние восемнадцать месяцев своего существования, участвуя в нескольких совместных военных операциях, оттачивая свое мастерство в воздушном бою, ударах и TARPS. Эскадрилья также запомнилась в фильме «Исполнительное решение». VF-84 была упразднена 1 октября 1995 года, но VF-103 Sluggers приняла имя и отличительные знаки «Веселый Роджерс». С момента перехода на F-14 и до ликвидации VF-84 входила в состав CVW-8.